# كأس السوبر الإفريقي 1997
كأس السوبر الأفريقي 1997، هي النسخة الخامسة من بطولة كأس السوبر الأفريقي، بطولة من مباراة واحدة بتنظيم من الاتحاد الأفريقي لكرة القدم (كاف) بين الزمالك المصري الفائز ببطولة أفريقيا للأندية أبطال الدوري لعام 1996 والمقاولون العرب الفائز ببطولة أفريقيا للأندية أبطال الكؤوس للعام 1996، وهي النسخة الثانية التي ضمت فريقان من نفس البلد (بعد 1994)، فاز الزمالك بالكأس بعد أن تفوق على المقاولون العرب 4–2 بالركلات الترجيحية بعد انتهاء الوقت الأصلي بنتيجة التعادل السلبي.

## الفرق
| الفريق          | المنطقة      | طريقة التأهل                        | حضور سابق (الخط الغليظ يشير إلى بطل تلك النسخة) |
| --------------- | ------------ | ----------------------------------- | ----------------------------------------------- |
| الزمالك         | شمال أفريقيا | بطل كأس أفريقيا للأندية البطلة 1996 | 1994                                            |
| المقاولون العرب | شمال أفريقيا | بطل كأس الكؤوس الأفريقية 1996       | 0                                               |

## المباراة
| الزمالك                     | 0 ــ 0 | المقاولـون العرب            |
| --------------------------- | ------ | --------------------------- |
|                             |        |                             |
| ركلات الترجيح               |        |                             |
| معتمد · سعيد · صبري · الكاس | 4 - 2  | عاشور · حسين · العارف · سعد |

| الزمالك | المقاولون العرب |

## المراكز النهائية
| الفائز بالبطولة |
| وصيف البطولة    |